# Philentoma
Philentoma es un género de aves paseriformes perteneciente a la familia Vangidae. Anteriormente se clasificó en la familia Muscicapidae y posteriormente en Tephrodornithidae, pero actualmente se clasifica en Vangidae. 

## Especies
El género contiene dos especies:
- Philentoma pyrhoptera - filentoma alicastaño.
- Philentoma velata - filentoma pechipardo.